# Shout (gruppo musicale)
Gli Shout sono stati un gruppo heavy metal cristiano formato a Los Angeles nel 1987.

## Storia
Gli Shout vennero formati nel 1988 da Ken Tamplin (voce, chitarra), Loren Robinson (basso) e Dennis Holt (batteria). I primi due erano da poco usciti dalla formazione dei Joshua, gruppo fronteggiato dal chitarrista Joshua Perahia, con cui incisero il disco Surrender nel 1986. Inoltre Tamplin, il leader della band, era cugino di Sammy Hagar, ex cantante dei Montrose, e all'epoca nei Van Halen. Alla formazione si aggiunse infine il chitarrista Chuck King e Mark Hugonberger alle tastiere. Gli Shout riuscirono ad ottenere un moderato successo, e conclusero un contratto con la Frontline Records, etichetta indipendente cristiana. Seguì la pubblicazione del debutto It Won't Be Long, a cui partecipò come ospite il chitarrista Lanny Cordola, ex membro dei Giuffria, e in quel periodo negli House of Lords. Lo stile del gruppo si rifaceva al tipico hair metal americano, fatto cori, tastiere, ballad e sonorità tendenzialmente commerciali, seguendo il filone degli Stryper. Questo disco ottenne un buon successo nella scena underground, soprattutto in Europa dove intrapresero un tour nell'agosto del '88. Durante queste date per il supporto dell'album, il gruppo suonò anche ad un concerto al Marquee club di Londra, Regno Unito. Grazie al successo ottenuto, It Won't Be Long, in origine disponibile solo su importazione, venne poi ristampato anche nel Regno Unito per la Music for Nations. L'anno successivo il gruppo passò alla pubblicazione del secondo disco In Your Face, con il nuovo batterista Joseph Galetta, vecchio collega di Tamplin e Robinson nei Joshua. Questa volta il gruppo ospitò più di uno special guest, ma ben 6 chitarristi d'eccezione, tra cui Lanny Cordola, che già aveva partecipato al precedente lavoro, Marty Friedman, guitar hero che aveva appena raggiunto i Megadeth, ed era reduce dal super progetto Cacophony, Michael Angelo, membro dei Nitro e considerato lo shredder più veloce al mondo, Alex Masi, talentuoso chitarrista italiano. Il nuovo disco riuscì a vendere oltre le 40 000 copie in neanche un mese dopo la sua uscita. Il disco quell'anno vinse i Dove Award nella categoria "Best Heavy Metal Album", ma anche il singolo estratto, la titletrack "In Your Face", vinse gli stessi Award nella categoria "Best Heavy Metal Song".
Il gruppo finì per sciogliersi nel 1989 essenzialmente per due motivi: l'incapacità della musica cristiana di sostenere finanziariamente gli artisti ed i problemi di omonimia che si presentarono quando una band omonima della east coast reclamò i diritti. Tamplin intraprese poi la carriera solista e nel 1990 pubblicò il suo debutto An Axe to Grind, al quale parteciparono svariati sessioni payer tra cui il chitarrista dei Kiss e White Tiger Mark St. John, Lanny Cordola, Joey Tafolla dei Jag Panzer, l'ex Fifth Angel e Alice Cooper Ken Mary, il bassista di Giuffria, House of Lords, Quiet Riot e Impellitteri Chuck Wright e diversi altri. Nel 1992 viene pubblicata una raccolta dei brani irrealizzati degli Shout intitolata At the Top of Their Lungs, nel quale figuravano anche alcuni brani presenti nei lavori solisti di Tamplin. Nel 1997 Tamplin collaborò con Gene Simmons dei Kiss con cui compose il brano "I Confess", che venne inserito nel disco degli stessi Kiss Carnival of Souls: The Final Sessions. Nel 1999 gli Shout si riuniscono dando alla luce il nuovo album Shout Back.

## Formazione

### Formazione attuale
- Ken Tamplin - voce, chitarra (1987-90, 1999-oggi)
- Chuck King - chitarra solista (1987-90, 1999-oggi)
- Loren Robinson - basso (1987-90, 1999-oggi)
- Joe Galletta - batteria (1989-90, 1999-oggi)

### Ex componenti
- Dennis Holt - batteria (1987-89)
- Mark Hugonberger - tastiere (1987-89)

## Discografia

### Album in studio
- 1988 - It Won't Be Long
- 1989 - In Your Face
- 2006 - Shout Back

### Raccolte
- 1992 - At the Top of Their Lungs